# Šedá voda

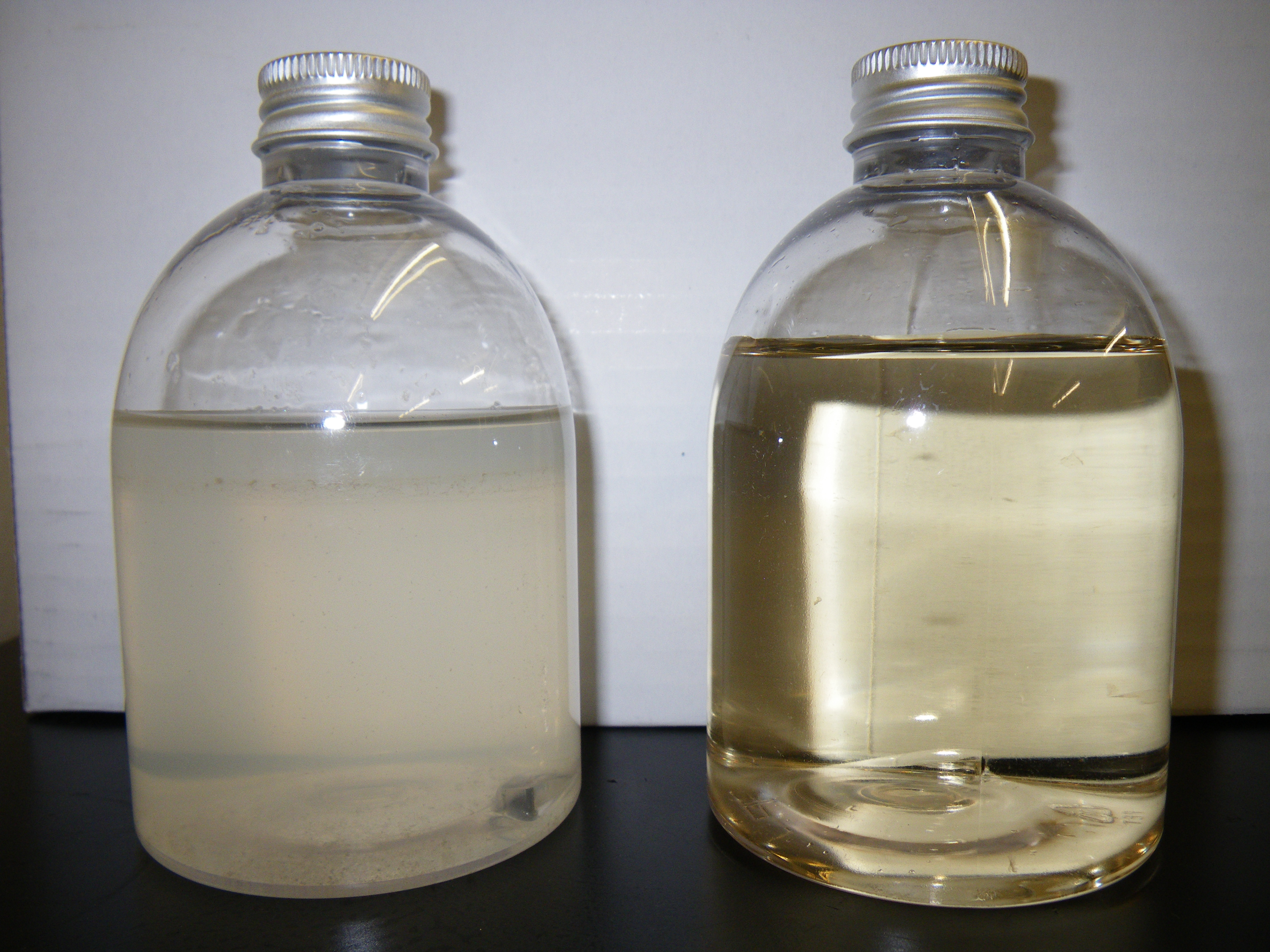
Šedá voda (vlevo), přečištěním vzniká bílá voda (vpravo)

Šedá voda je označení pro splaškovou odpadní vodu z domácností a dalších neprůmyslových budov, která (na rozdíl od tzv. černé vody) neobsahuje odpad ze záchodů, tedy fekálie a moč. Šedá voda tedy vzniká především používáním koupelen, umyvadel a praček, méně příhodně i kuchyní. Nejvýznamnější znečištění šedých vod způsobují detergenty z pracích prášků, šamponů, mýdel, zubních past apod. Odpadní vody z kuchyňských umyvadel a z drtičů odpadů jsou občas vyjímány ze zdrojů šedé vody, protože mívají vysokou koncentraci znečištění.

## Znovuvyužití šedé vody
Čištěním šedé vody vznikne tzv. bílá voda, užitková voda vhodná pro další využití v budově jako je splachování, mytí podlah nebo zalévání. Protože čištění je relativně jednoduché (oproti čistírně odpadních vod), je recyklace šedých vod – spolu s využitím dešťové vody – možná v rámci jednotlivých budov, jako jsou rodinné domy, hotely, nemocnice či sportovní areály. To umožňuje snížení spotřeby pitné vody i snížení produkce běžné odpadní vody, která vyžaduje náročnější čištění. Opětovné využití šedé vody v městských vodovodních systémech přináší značné výhody jak pro systémy zásobování vodou, především díky snížení poptávky po pitné vodě, tak pro systémy odpadních vod, protože snižuje celkové množství odpadních vod, které je třeba odvádět a následně čistit. V České republice tvoří produkce šedé vody až 70 % odpadních vod z domácností, 30 % z tohoto objemu tvoří odpadní vody z umyvadel, van a sprch.

## Možné výhody využití recyklovaného zdroje vody
Jako alternativní zdroj vody můžeme považovat recyklovanou vodu dodávanou distribuční sítí, která se zcela oddělena od pitné vody; recyklovanou vodu vyrobenou decentrálně (např. šedá a bílá voda) či vodu dešťovou, např. z nepropustných povrchů a střech. Využití recyklované vody by mělo být možné především v těch lokalitách, kde je nízká kapacita dostupného zdroje kvalitní pitné vody.
Mezi výhody využití recyklované vody patří:
- Ekonomické aspekty: využití šedé (bílé) vody může snížit poptávku i odběr pitné vody, čímž se sníží jak její cena, tak tlak na globální vodní zdroje.

- Ekologické aspekty: snížení zatížení vodních toků nutrienty, snížení environmentálních dopadů infrastruktur septiků a čistíren odpadních vod; snížení spotřeby energie a chemického znečištění při čištění odpadních vod; podpora stability podzemních vod.[4] [5][6]

## Hygienické nároky na jakost šedé vody
Technologická úprava čištění šedých vod musí být navržena tak, aby se zamezilo vzniku rizik pro zdraví člověka. Proto je doporučeno testování vzorků bílé vody pro ověření správného fungování technologie pro úpravu a čištění šedých vod. V rámci akumulace je potřeba šedou a bílou vodu uchovávat tak, aby se zamezilo možnosti růstu mikroorganismů, tedy přednostně nádrže umístit v suterénu budovy či v zemi tak, aby nebyla vystavena dennímu světlu. Šedou vodu není z hygienických důvodů vhodné skladovat více než 24 hodin, může obsahovat živiny a organické látky (např. odumřelé kožní buňky) a také patogeny, kvalita šedé vody se tedy může během skladování rychleji kazit.

## Specifické požadavky na vnitřní kanalizaci
Předpoklady pro vnitřní systém kanalizace oddělující černé a šedé vody je uveden v ČSN EN 12056-2. Ten Předpokládá využití dvou oddělených potrubí, jedno odvádějící černou vodu (ze záchodových mís a pisoárů) a druhé šedou vodu, která je vedena vnitřní kanalizací do akumulační nádrže, která je součástí zařízení pro čištění šedých vod. Vnitřní kanalizace musí být větraná, taktéž nádrže na šedou vodu musí být odvětrávány hlavním větracím potrubím.

## Možnosti čištění
Šedou vodu lze v závislosti na zatížení dělit na vhodnou (z umyvadel, van a sprch) a podmíněně použitelnou pro recyklaci (z kuchyní a myček na nádobí, kvůli zvýšenému obsahu organických zbytků a nerozpuštěných látek).
Technologie čištění odpadních vod lze dělit na:
- fyzikální;
- fyzikálně chemické;
- biologické (biologický reaktor s membránovou separací);

- přírodní, které fungují na základě usazování a filtrace na půdním filtru.[7][4][1]

## Využití tepelné energie šedé vody
Kromě využití šedé vody pro úsporu spotřebované vody, je možné využít také tepelnou energii šedé vody. Může se jednat o využití na předehřev teplé užitkové vody koncipovaný jako lokální tepelný výměník nebo je možno pomocí tepelného čerpadla získat tepelnou energii také pro systémy vytápění budov. Systémy využití tepla mohou být lokální nebo centralizované. Možnosti využití tepelné energie šedé vody je třeba posoudit pro každý objekt individuálně, ale obecně lze říci, že pro toto využití jsou vhodné zejména objekty s velkou produkcí teplé odpadní vody jako jsou hotely, prádelny, wellness centra, bazény, lázně a nemocnice.

## Využití šedé vody v ČR
Využití šedé vody nemělo v ČR mnoho let legislativní ukotvení, které by umožnilo dané stanovení hygienických podmínek pro využití šedých vod. V září roku 2021 však byla vydána nová Česká technická norma ČSN 75 6780 „Využití šedých a srážkových vod v budovách a na přilehlých pozemcích“, která reaguje na současné trendy v úsporách vody a zabývá se využitím čištěných šedých a/nebo srážkových povrchových vod, čímž navazuje na normy ČSN EN 16941-1 a ČSN EN 16941-2 a obsahuje požadavky, které nejsou v těchto evropských normách zpracovány dostatečně podrobně nebo nejsou zpracovány vůbec. Norma obsahuje kapitoly o kvalitě nepitné vody, způsobech čistění šedých, srážkových a povrchových vod, společně s využitím tepla z šedých vod. Dále platí pro projektování, montáž, provoz, zkoušení a údržbu zařízení pro využití čištěných šedých a/nebo srážkových povrchových vod v budovách a na přilehlých pozemcích. 
V rámci ekonomických pobídek pro využití systémů k recyklaci šedé vody vznikl dotační program zřízený Ministerstvem životního prostředí Dešťovka, v současné době lze žádat v rámci dotačního programu Nová zelená úsporám